# Sam & Max Save the World
Sam & Max Save the World (с англ. — «Сэм и Макс спасают мир») — эпизодическая графическая приключенческая игра для Microsoft Windows, разработанная и выпущенная компанией Telltale Games на основе комиксов Sam & Max художника Стива Пёрселла. Изначально выпускалась под названием Sam & Max: Season One (с англ. — «Сэм и Макс: Первый сезон»), прежде чем была переименована в начале 2009 года. Игра состоит из шести эпизодов, выпускавшихся с промежутками в несколько месяцев в 2006—2007 годах; в 2007 году эпизоды были объединены в единую версию. Выпускались также версии для игровых приставок Wii и Xbox 360 (через Xbox Live Arcade). В 2020 году компания Skunkape Games выпустила для Microsoft Windows и Nintendo Switch обновлённую версию игры под названием Sam & Max Save the World Remastered, 21 августа 2021 его релиз состоялся для Xbox One, в сентябре 2022 — для PlayStation 4. В России игра была локализована GFI Russia и выпущена компанией «Руссобит-М» 21 февраля 2008 года.
Игра была анонсирована в 2005 году после прошлогодней отмены Sam & Maxː Freelance Police компанией LucasArts; множество её сотрудников приняло участие в разработке игры от Telltale Games.
Игра получила положительные отзывы критиков, которые высоко оценили юмор, графику и игровой процесс. Однако были раскритикованыː низкая сложность головоломок, повторяемость дизайнерских решений между эпизодами и эффективности сюжета. Тем не менее игра получила несколько наград и часто упоминается за первое успешное применение эпизодического распространения. Игра сопровождалась несколькими короткими видео-машинимами, снятыми между каждым эпизодом. За игрой последовали два эпизодических продолжения: Sam & Max Beyond Time and Space в 2007 году и Sam & Max: The Devil’s Playhouse в 2010 году.

## Геймплей
Sam & Max Save the World — игра с 3D-графикой, в которой игрок управляет Сэмом и с его помощью исследует окружение игры и решает головоломки, используя метод управления point-and-click. В зависимости от типа игрового объекта, который игрок выбирает с помощью курсора, игрок может позволить Сэму ходить по локации, смотреть на предметы и комментировать их, поднимать определённые вещи, или попытаться использовать их. Сэм также может вступать в разговор с неигровыми персонажами; когда это происходит, игра представляет дерево диалогов с несколькими репликами на выбор. Темы для разговора могут быть непосредственно связаны с историей или помогать решать головоломки игры, в то время как другие могут быть совершенно не связаны. В некоторых случаях игрок может также выбрать диалог, в котором будет говорить Макс.
В игре реализована система инвентаря, позволяющая Сэму хранить любые предметы, которые игрок подбирает в ходе игры. Игрок может выбрать любой из предметов в инвентаре, а затем попытаться использовать их на объектах в игровом мире или передать их другим персонажам, просто нажав на нужную цель. В отличие от предыдущей игры серии, Sam & Max Hit the Road, предметы инвентаря зависят от контекста и не могут использоваться вместе или комбинироваться для создания новых предметов. Как правило, Сэм носит с собой пистолет, который может быть использован для решения нескольких головоломок.
Персонажи могут путешествовать между различными локациями в игре на своём чёрно-белом «Де Сото» 1960 года, при взаимодействии с которым предоставляется список доступных пунктов назначения. «Де Сото» также используется для нескольких сцен вождения, обычно связанных с преследованием преступников или бегством от них на других транспортных средствах. В этих сценах вождения игрок может использовать пистолет Сэма, автомобильный гудок или попросить Макса попытаться связаться с другими транспортными средствами через мегафон. Кроме того, для решения определённых головоломок могут использоваться специальные предметы инвентаря. Сцены вождения также появляются в нескольких мини-играх, например, задержание невиновных водителей за сфабрикованные уголовные преступления. В соответствии с наследием LucasArts, Sam & Max Save the World разработана таким образом, чтобы персонажи игрока не могли умереть или проиграть.

## Общий сюжет

### Эпизод 1ː Культурный шок
Сэм и Макс получают новое задание. Они направляются в магазин, встретив по пути парня, рисующего граффити — Знайку, одного из Трёх Шипучек. В «Недовольственном Магазине Боско» полицейские встречают Лейку, который носит кассеты. А в заведении «У Сибил» они встречают Глазейку, который считает себя Сибил и на все болезни Сэма советует посмотреть «Глазастику» от Брэди Культуры. Купив у Боско слезоточивый гранатомёт (который оказывается соковыжималкой с заряженным луком), герои приводят Шипучек в чувство и узнают, что кассеты с «Глазастикой» гипнотизируют людей. С их помощью Сэм и Макс находят логово Брэди Культуры, однако последний был готов к их встрече и гипнотизирует главных героев. В результате Сэм начинает доставлять кассеты, но ему удаётся вернуть контроль над разумом. Получив от Боско «антигипношлем», Сэм снова отправляется к Брэди. Так как у него не получается загипнотизировать Сэма, Брэди натравливает на него Трёх Шипучек. Однако Сэму удаётся перехитрить злодея и спасти Макса. Уничтожив очки и приведя Шипучек в чувство, герои возвращаются домой. И они не замечают, как по телевизору показывают загипнотизированного зрителя.

### Эпизод 2ː Ситуация: Комедийная
Сэм получает сообщение, что Майра Штамп сошла с ума и ведёт непрекращающееся ток-шоу. Герои направляются на студию «М.У.Т.Ь.». Чтобы пробраться на личную встречу с Майрой и остановить её, героям нужно выполнить три условия: запись шоу, контракт со студией звукозаписи и скандал. Героям приходиться сняться в «Городских ковбоях», где они вынуждены импровизировать; затем отправляются на шоу «Позорный Истукан», где в качестве участников выступают Три Шипучки. Подсунув Лейке торт с кетчупом и повысив голос с помощью прибора Боско, Сэм выигрывает у Лейки; а передав Сибил фото с зелёным Хью Даром, Сэм запускает скандал о своей связи с инопланетянами. Попав на шоу, друзья видят, как игрушечный медведь гипнотизирует Майру. Из-за «законов ток-шоу» героям не удаётся остановить её напрямую, но с помощью голосового модулятора и разбившегося стакана воды получается вызвать короткое замыкание, в результате которого медвежонок выходит из строя. Теперь зрители могут идти домой, герои направляются на кулинарное ток-шоу, а игроку показывают, что вышедший из строя медвежонок был подарком от игрушечной мафии.

### Эпизод 3ː Крот, бутерброд и вся банда
Сэм узнаёт от комиссара, что было обнаружено логово игрушечной мафии, располагающееся в «Немафиозном казино Медвежонни». Первоначально туда был заслан агент-крот, но связь с ним была потеряна, поэтому героям надо постараться спасти его. Оказавшись на месте, полицейские пытаются проникнуть за охраняемую дверь к самому Дону Медвежонни, но им неизвестен пароль. Его удаётся узнать благодаря жучку, купленному у Боско. Попав в личный кабинет Дона, герои изъявляют желание примкнуть к Игрушечной мафии. Папа-Мишка даёт им три задания: доставить их продукцию в магазин Боско; пришить Сибил и найти тефтельный бутерброд. Выполнив условия, Сэм и Макс становятся членами мафии. И в знак доверия Дон Медвежонни показывает своё истинное лицо. Им оказывается тот самый пропавший агент-крот, Гарри, отчего Сэм произносит кодовую фразу. Понимая, что его обнаружили, он приказывает схватить Вольную Полицию, но им удаётся сбежать и обезвредить мафиози. После возвращения в казино Гарри пытается их загипнотизировать, но герои одурачили его и убирают Дона, в результате чего завод взрывается. Герои уходят, а подошедший Папа-Мишка снимает маску, сообщает о провале операции и требует приступить к «плану Б».

### Эпизод 4ː Смерть Аврааму Линкольну!
Герои получают телефонный звонок и узнают, что президент сошёл с ума. Они отправляются в Вашингтон и хитростью проникают в Белый Дом. В Овальном Кабинете герои встречают президента под гипнозом. Одурачив Папу-Мишку, президентского агента, мешающего полицейским, Макс обезвреживает действующего президента, являющегося гипно-куклой. Папа-Мишка приступает к осуществлению запасного планаː воскрешает самого любимого президента США — Авраама Линкольна в виде статуи. Чтобы им противостоять, Сэм выставляет Макса, как нового кандидата. Так как Макс не особо внушает доверие у американцев, то герои решаются подпортить рейтинги Линкольна, саботируя его подменой неверных табличек, в результате чего он впадает в ярость и начинает всё крушить. На посту президента Макс начинает пользоваться своей властью: щедрой раздачей денег из госбюджета. Сэм добивается того, чтобы Три Шипучки, которые стали губернаторами, объявили друг другу войну, после чего Вольной Полиции открывается доступ к Залу Войны, из которого Макс запускает ракету в Линкольна и взрывает его. Герои идут праздновать свою победу, но с Папой-Мишкой на связь выходит странный роботизированный голос.

### Эпизод 5ː Реальность 2.0
Герои в своём офисе ведут президентские дела Макса. Тут Сэму поступает звонок, что все компьютеры сошли с ума. Причём сигнал распространения засечён на их улице. Друзья начинают обследовать улицу и узнают от Сибил о некой организации — КОП. Когда герои их обнаруживают, то выясняется, что это старые приборы, а именно — «Кооператив Отсталых Процессоров». Они рассказывают, что Интернет готовит революцию, создав Реальность 2.0, куда должны уйти все люди. Понимая, что это ловушка, Сэм покупает биологическое оружие у Боско, которым заражает Интернет, в результате чего она уничтожает всё живое. Попав в реальность текстовых квестов, герои отбирают уважение у Волочащего Корпоративного Присутствия. Вернув уважение, герои освобождают всех из Реальности 2.0. Однако сама Интернет гибнет.

### Эпизод 6ː Светлая сторона Луны
Как только Сэм выясняет, что инициатором недавней череды преступлений, связанных с гипнозом, является Хью Дар, комиссар звонит и просит Сэма и Макса разобраться с ним. Поэтому они отправляются на «Де Сото» в его штаб-квартиру — на Луну.
Пройдя мимо Штрафного и приобретя различные магические талисманы, они, наконец, проникают во внутреннее святилище Призматологии Хью Дара и противостоят ему, но всё идёт не по плану; Хью Дар не только слишком хорошо защищён, он продолжает гипнотизировать весь мир, чтобы он стал похожим на него, и «отделяет блаженство Макса», высвобождая его пороки — жестокость, прожорливость и лень, оставляя его простой пустышкой его прежнего «я».
После того, как его три порока были возвращены, и Максу снова возвращается его старое «я», вольные полицейские снова отправляются к Хью Дару. Проходя через серию смертельных ловушек, они запирают Хью в цистерне с водой и закипают его заживо. Поскольку Хью Дар является разумной колонией бактерий, он растворяется в воде. В финальных титрах Макс использует боксёрскую перчатку, чтобы выбить всех из гипноза.

## Эпизоды
| Эпизод | Русское название              | Дата выхода     | Дата выхода                                           |
| Эпизод | Русское название              | GameTap         | Мир                                                   |
| --- | ----------------------------- | --------------- | ----------------------------------------------------- |
| |                               |                 |                                                       |
| «Culture Shock» | «Культурный Шок»              | 17 октября 2006 | 1 ноября 2006                                         |
| - Бывшие юные звёзды телешоу Три Шипучки терроризируют округу! Но это не заурядная история о юных звёздах сворачивающих на плохую дорогу. Есть тёмная сила которая стоит за проделками Трёх Шипучек. Используя только их остроумие и огромное количество тяжёлых предметов домашнего обихода Сэм и Макс собираются спасти ситуацию! |                               |                 |                                                       |
| |                               |                 |                                                       |
| «Situation: Comedy» | «Ситуация: Комедийная»        | 20 декабря 2006 | 5 января 2007                                         |
| - Ведущая ток-шоу Майра Штамп обезумела! Сэм и Макс отправляются на телестудию WARP TV, чтобы выяснить, зачем она держит в заложниках свою аудиторию. Но попасть в студию Майры не будет так легко. Сначала Вольная полиция должна будет доказать, что они достойны пятнадцати минут славы.                                         |                               |                 |                                                       |
| |                               |                 |                                                       |
| «The Mole, the Mob, and the Meatball» | «Крот, бутерброд и вся банда» | 25 января 2007  | 8 февраля 2007                                        |
| - Полиция исследует подпольную деятельность «Немафиозного казино Медвежонни», но посланный ими крот, внезапно пропал. Чтобы найти крота, Сэму и Максу предстоит проникнуть в тыл врага и самим стать членами Игрушечной Мафии. |                               |                 |                                                       |
| |                               |                 |                                                       |
| «Abe Lincoln Must Die!» | «Смерть Аврааму Линкольну!»   | 22 февраля 2007 | 9 марта 2007 (1 марта для подписчиков сезона)         |
| - Президент теряет над собой контроль. Федеральные службы накладывают запрет на пуддинг…, что дальше, контроль оружия? Сэм и Макс — едут в Вашингтон, чтобы позаботиться об этом типе, но политическая атмосфера станет только более бурной … И новая власть возвысится… 27 ноября 2007 этот эпизод стал бесплатным.                |                               |                 |                                                       |
| |                               |                 |                                                       |
| «Reality 2.0» | «Реальность 2.0»              | 29 марта 2007   | 12 апреля 2007 (9 апреля 2007 для подписчиков сезона) |
| - С надвигающимся интернет-кризисом и гипнотической видеоигрой, пленящей своих игроков, Сэм и Макс должны перейти в новую реальность, чтобы поставить всё на свои места. Но сможет ли Вольная Полиция разгадать это виртуальное дело вовремя, чтобы предотвратить всемирный крах системы?                                           |                               |                 |                                                       |
| |                               |                 |                                                       |
| «Bright Side of the Moon» | «Светлая сторона Луны»        | 26 апреля 2007  | 10 мая 2007 (7 мая 2007 для подписчиков сезона)       |
| - То что началось как локальный план контроля разума, выросло до глобальных размеров, и Сэм и Макс — отправляются на луну, чтобы спасти всю планету от пожизненного гипнотического порабощения. Но когда хаос сталкивается со спокойствием, встретит ли Вольная Полиция свой бой?                                                   |                               |                 |                                                       |

## Машинима
При релизе каждого эпизода, Telltale Games выпускала короткие видеоролики, снятые на движке игры. Один короткометражный фильм транслировался каждую неделю между выпуском данного эпизода на сайте Telltale и следующим на GameTap (эпизоды первого сезона были эксклюзивом GameTap в течение недели, прежде чем были выпущены на собственном сайте Telltale). Короткометражки выпускали на ныне несуществующем GameTap TV, на старом официальном сайте первого сезона и на сайте Telltale.
| №   | Эпизод                         | Дата выхода     | Сюжет |
| --- | ------------------------------ | --------------- | --- |
| 1.1 | «Frank Discussion»             | 30 ноября 2006  | Сэм и Макс обсуждают хот-доги и их консервирующие свойства в магазине Боско.                                                                           |
| 1.2 | «Trainspotting»                | 7 декабря 2006  | Сэм размышляет о смысле жизни, в то время как Макс выказывает пренебрежение к улице, вдали от комфорта их офиса.                                       |
| 1.3 | «A Painstaking Search»         | 12 декабря 2006 | Потеряв ключи от своего офиса, Сэм и Макс возвращаются на локацию своего последнего дела, «Дом» Брэди Культуры для бывших детей-звезд.                 |
| 2.1 | «Reality Blights»              | 4 января 2007   | Макс добровольно предлагает Сэму, м-ру Курочкину и одному из «Трёх Шипучек» появиться в вымышленном реалити-шоу «Четыре уродца в ужасно тесном офисе». |
| 2.2 | «Egregious Philosophy Platter» | 11 января 2007  | Сэм и Макс ведут вымышленное телевизионное шоу «Вопиющее философское блюдо», обсуждая философов Сократа и Рене Декарта.                                |
| 2.3 | «Kitchen Consequential»        | 18 января 2007  | Сэм и Макс ведут «Потехи на кухне с Сэмом и Максом», где они демонстрируют несколько рецептов спецэффектов.                                            |
| 3.1 | «Interrogation»                | 1 февраля 2007  | Сэм и Макс демонстрируют своим зрителям, как правильно допрашивать подозреваемого.                                                                     |
| 3.2 | «Coffee»                       | 8 февраля 2007  | Сэм и Макс демонстрируют использование телекинеза на кофейной чашке.                                                                                   |
| 3.3 | «The Blank Blank Blank»        | 15 февраля 2007 | Сэм и Макс обсуждают с Боско правительственное агентство The Blank Blank Blank. Настолько секретное, что даже аббревиатура засекречена.                |
| 4.1 | «War Games»                    | 1 марта 2007    | Сэм и Макс играют в симуляцию войны в военной комнате Белого дома.                                                                                     |
| 4.2 | «The Teapot Drone Scandal»     | 15 марта 2007   | Агент Штрафной получает приказ от президента (Макса) спеть песню Чайничка (Я маленький чайник, невысокий и полный…)                                    |
| 4.3 | «Saving the Economy»           | 22 марта 2007   | Макс подробно описывает свой план для наращивания экономики.                                                                                           |
| 5.1 | «Artichoke»                    | 5 апреля 2007   | Президент Макс проводит пресс-конференцию, отвечая на вопросы репортеров.                                                                              |
| 5.2 | «Bosco»                        | 12 апреля 2007  | Сэм просматривает негативную агитацию Боско, снятую Максом, несмотря на то, что Боско даже не баллотируется.                                           |
| 5.3 | «A Fireside Chat»              | 19 апреля 2007  | Макс участвует в шоу «Частный разговор с президентом», обращаясь к штату Айдахо в надежде заставить их проголосовать за него.                          |

## Разработка

### Производство
Sam & Max Save the World берёт своё начало от Sam & Max: Freelance Police, графической приключенческой игры, которая разрабатывалась LucasArts с 2002 по 2004 год. Freelance Police был продолжением игры 1993 года Sam & Max Hit the Road. Тем не менее, LucasArts прекратил производство игры в марте 2004 года. В последующие недели LucasArts подверглась серьёзной реорганизации; многие из разработчиков, которые работали над прошлыми проектами LucasArts, были уволены. Некоторые из бывшей команды разработчиков Freelance Police впоследствии сформировали Telltale Games в июне 2004 года, чтобы продолжить разработку приключенческих игр, которые LucasArts больше не хотел производить. Создатель Sam & Max, Стив Пёрселл, который был крайне разочарован решением LucasArts, отдал франшизу Telltale после того, как лицензия LucasArts истекла в середине 2005 года. Telltale Games анонсировала новую серию игр по Сэму и Максу в сентябре 2005 года. Брендан К. Фергюсон, который работал над Freelance Police, занял место программиста, дизайнера и сценариста; Дэйв Гроссман, один из руководителей проекта Maniac Mansion: Day of the Tentacle, и Пёрселл стали руководителями проекта.
В отличие от Freelance Police, Save the World выпускалась в виде эпизодов, чтобы сократить время разработки. Telltale запустила сайт Sam & Max в ноябре, чтобы ввести их новую серию. В следующем месяце Пёрселл начал публиковать на сайте веб-комикс по Сэму и Максу под названием The Big Sleep; Веб-комикс состоял из двенадцати выпусков и завершился в апреле 2007 года. Пёрселл выиграл премию Эйснера в 2007 году за веб-комикс. В марте 2006 года Telltale получила финансирование в размере 825 000 долларов США от группы частных инвесторов, чтобы помочь поддержать рост до следующего раунда акционерного финансирования.
Telltale выпустила трейлер игры для Electronic Entertainment Expo в мае 2006 года, показывая новых актёров озвучивания Сэма и Макса: Дэвида Ноулина и Уильяма Кастена соответственно, хотя Эндрю Чайкин озвучил Макса в первом эпизоде, но не смог продолжить роль по состоянию здоровья. Находясь на съезде, Telltale сообщила, что первый эпизод был запланирован к выпуску в конце 2006 года через GameTap. Telltale объявила дату выхода 17 октября на GameTap в начале сентября, с примечанием, что каждый эпизод будет доступен от самих Telltale в течение пятнадцати дней до всемирного выпуска. Разработка первого эпизода была завершена 25 сентября, а с 10 октября GameTap начал размещать мультсериал по Сэму и Максу в качестве рекламного материала. Первый эпизод, «Культурный Шок», был выпущен 17 октября. Следующие пять эпизодов выпускались с короткими интервалами до апреля 2007 года. Сезон вышел в Steam 15 июня того же года. Telltale начала поставлять специальное коллекционное издание игры в июле, в то время как розничная версия игры была выпущена в августе. В январе 2008 года произошло значительное обновление игры, смена игрового движка и обеспечение совместимости с Windows Vista.
Три месяца спустя Telltale анонсировала версию игры для Wii. Telltale сообщила, что благодаря email-рассылке и слухам в интернете пользователями о порте вызвали интерес внутри компании к производству версии для Wii. Они переработали интерфейс игры point-and-click, чтобы приспособить его к Wii Remote, основному контроллеру консоли. Первоначально игра должна была выйти в Северной Америке 7 октября 2008 года, но релиз состоялся через неделю, 14 октября. В Европе игра была выпушена позднее, в декабре того же года.
В феврале 2009 года Telltale Games переименовала название игры в Sam & Max Save the World вместо Sam & Max: Season One. Сообщение сопровождалось анонсом версии игры для Xbox Live Arcade, которая была предметом спекуляций в СМИ с февраля 2007 года. Версии игры для Windows и Wii были переизданы под новым названием.

### Дизайн
По словам Дэйва Гроссмана, цель Telltale Games состояла в том, чтобы создать игру с «большим количеством историй и персонажей». Гроссман объяснил, что франшиза Sam & Max наиболее идеально подходит для жанра графических приключений. Дизайнеры решили ввести экшн-моменты, такие как сцены погони за автомобилем, желая, чтобы игроки «чувствовали, насколько сумасшедшие эти вольные полицейские» и «просто были вовлечены во весь этот хаос», представленный в оригинальных комиксах. Как и в предыдущих играх по Сэму и Максу, Sam & Max Save the World имела систему point-and-click, используемой Telltale в их предыдущей серии приключенческих игр Bone.
Очень мало дизайнерских решений от Freelance Police было перенесено в Save the World; LucasArts по-прежнему удерживал активы, созданные для использования Freelance Police, и Telltale опасался использовать их. Если Фергюсон и Пёрселл были вовлечены в отменённый проект LucasArts, Гроссман не был. Команда решила просто начать с нуля и продолжить другой подход к теме игры. Сам Пёрселл хотел убедиться, что игра передаёт «суровое» ощущение оригинальных комиксов — то, чего, по его мнению, не хватало в LucasArts-версии франшизы. Гроссман заявил, что «мы хотели немного больше грязи на улицах, бумажных стаканчиков, злых и мерзких людей». Это «суровое» чувство также повлияло на художественный дизайн. Например, по предложению Пёрселла небо было изменено с синего на жёлтый на улице возле офиса Сэма и Макса, что мгновенно заставило окружающую среду чувствовать себя «грязной и отвратительной».

### Аудио
Продюсировала саундтрек компания Bay Area Sound, основанная Клинтом Баджакяном, который внёс огромный вклад в саунд-дизайн игр LucasArts с 1994 года. Композиции к Save the World были написаны Джаредом Эмерсоном-Джонсоном, бывшим протеже Баджакяна, чья предыдущая работа включала композицию и редактуру звука для LucasArts. Эмерсон-Джонсон для написания музыки выбрал студийную запись, в отличие от синтезированной музыки, часто используемой в других видеоиграх; Небольшая команда из пяти музыкантов, включая Эмерсона-Джонсона и звукоинженера, спродюсировала саундтрек. Партитура в первую очередь основана на нуар-джазе, вдохновлённом творчеством Генри Манчини и Чарльза Мингуса. Тем не менее Эмерсон-Джонсон отметил, что, поскольку вселенная Sam & Max является «открытой», у него была возможность исследовать другие музыкальные жанры в некоторых эпизодах, таких как «песенно-танцевальный чарльстонский номер, фальшивый Филип Гласс, ода музыке Нины Роты из „Крёстного отца“ и даже некоторая вдохновенная ретро-8-битная игровая музыка». Несколько песен были включены в саундтрек, исполненные Эмерсоном-Джонсоном или Питером Барто, актёром озвучивания Агента Штрафного. Пёрселл позже прокомментировал, что Эмерсон-Джонсон плавно смешал «огромную палитру жанров и стилей», в то время как Фергюсон заявил, что, по его мнению, именно запись Эмерсона-Джонсона создала отличную атмосферу в игре, отметив, что до её внедрения она была «крайне ужасна». Саундтрек игры Sam & Max Save the World был опубликован в июле 2007 года.
| №                   | Название                                                                                  | Длительность |
| ------------------- | ----------------------------------------------------------------------------------------- | ------------ |
| 1.                  | «Opening Credits»                                                                         | 0:44         |
| 2.                  | «The New Case» (из "Culture Shock")                                                       | 0:58         |
| 3.                  | «The Office» (из "Culture Shock")                                                         | 3:18         |
| 4.                  | «Fuzzy White Butterfingers» (из "Culture Shock")                                          | 0:54         |
| 5.                  | «City Streets» (из "Culture Shock")                                                       | 3:12         |
| 6.                  | «Bosco's» (из "Culture Shock")                                                            | 4:06         |
| 7.                  | «Eye-Bo Unveiled» (из "Culture Shock")                                                    | 1:07         |
| 8.                  | «Sybil's» (из "Culture Shock")                                                            | 3:03         |
| 9.                  | «Behind the Poppers» (из "Culture Shock")                                                 | 1:15         |
| 10.                 | «I Can See You» (из "Culture Shock")                                                      | 0:32         |
| 11.                 | «Cruisin · » (из "Culture Shock")                                                         | 1:28         |
| 12.                 | «More Than Jerks» (из "Culture Shock")                                                    | 1:31         |
| 13.                 | «The Black Hole» (из "Culture Shock")                                                     | 3:14         |
| 14.                 | «Master Plans» (из "Culture Shock")                                                       | 1:40         |
| 15.                 | «Attack the Dog» (из "Culture Shock")                                                     | 4:00         |
| 16.                 | «Attack Me» (из "Culture Shock")                                                          | 0:59         |
| 17.                 | «High Noon Hostage Crisis» (из "Situation: Comedy")                                       | 0:32         |
| 18.                 | «Skinbodies Rule the Streets» (из "Situation: Comedy")                                    | 0:31         |
| 19.                 | «Quiet on the Set» (из "Situation: Comedy")                                               | 6:58         |
| 20.                 | «Mad Dog» (из "Situation: Comedy")                                                        | 0:38         |
| 21.                 | «Midtown Cowboys» (из "Situation: Comedy")                                                | 0:07         |
| 22.                 | «Cooking Without Looking» (из "Situation: Comedy")                                        | 0:54         |
| 23.                 | «Who's Never Going to Be a Millionaire» (из "Situation: Comedy")                          | 0:15         |
| 24.                 | «Time Out for Number Two» (из "Situation: Comedy")                                        | 0:42         |
| 25.                 | «Myra!» (из "Situation: Comedy")                                                          | 1:01         |
| 26.                 | «Electrotalk Therapy» (из "Situation: Comedy")                                            | 1:06         |
| 27.                 | «Cirque De Molé» (из "The Mole, the Mob, and the Meatball")                               | 1:33         |
| 28.                 | «Ted E. Bear's Mafia-Free Playland and Casino» (из "The Mole, the Mob, and the Meatball") | 4:34         |
| 29.                 | «Just You and Me (and Ted E. Bear)» (из "The Mole, the Mob, and the Meatball")            | 1:21         |
| 30.                 | «Bear Arms» (из "The Mole, the Mob, and the Meatball")                                    | 0:22         |
| 31.                 | «One-Armed Bandit» (из "The Mole, the Mob, and the Meatball")                             | 0:46         |
| 32.                 | «Whack Da Ratz» (из "The Mole, the Mob, and the Meatball")                                | 0:21         |
| 33.                 | «Don Ted E. Bear Waltz» (из "The Mole, the Mob, and the Meatball")                        | 2:39         |
| 34.                 | «Tactit Approval» (из "The Mole, the Mob, and the Meatball")                              | 0:59         |
| 35.                 | «Ketchup Deception» (из "The Mole, the Mob, and the Meatball")                            | 0:56         |
| 36.                 | «New Recruits» (из "The Mole, the Mob, and the Meatball")                                 | 0:16         |
| 37.                 | «Initiation Confrontation» (из "The Mole, the Mob, and the Meatball")                     | 1:21         |
| 38.                 | «Behind the Door» (из "The Mole, the Mob, and the Meatball")                              | 1:20         |
| 39.                 | «Cogs in Motion» (из "The Mole, the Mob, and the Meatball")                               | 5:55         |
| 40.                 | «Death of a Lagomorph» (из "The Mole, the Mob, and the Meatball")                         | 1:42         |
| 41.                 | «Critical Mass» (из "The Mole, the Mob, and the Meatball")                                | 1:51         |
| Общая длительность: | Общая длительность:                                                                       | 1:11:46      |

| №                   | Название                                                                      | Длительность |
| ------------------- | ----------------------------------------------------------------------------- | ------------ |
| 1.                  | «Wrong Number» (из "Abe Lincoln Must Die!")                                   | 1:25         |
| 2.                  | «Lincoln vs. Max» (из "Abe Lincoln Must Die!")                                | 3:52         |
| 3.                  | «Consecutive Officer» (из "Abe Lincoln Must Die!")                            | 8:21         |
| 4.                  | «Rise of the Emancipator» (из "Abe Lincoln Must Die!")                        | 1:54         |
| 5.                  | «Regime Change» (из "Abe Lincoln Must Die!")                                  | 1:26         |
| 6.                  | «Неудобство» (из "Abe Lincoln Must Die!")                                     | 0:43         |
| 7.                  | «Monumental Scandal» (из "Abe Lincoln Must Die!")                             | 1:01         |
| 8.                  | «Inaugural Distress» (из "Abe Lincoln Must Die!")                             | 0:35         |
| 9.                  | «Sore Loser» (из "Abe Lincoln Must Die!")                                     | 4:35         |
| 10.                 | «Rushmore, Lush, War» (из "Abe Lincoln Must Die!")                            | 1:20         |
| 11.                 | «Good for Me (Good for You)» (из "Abe Lincoln Must Die!")                     | 2:42         |
| 12.                 | «The War Room» (из "Abe Lincoln Must Die!")                                   | 3:04         |
| 13.                 | «Pounding Fathers» (из "Abe Lincoln Must Die!")                               | 1:05         |
| 14.                 | «Computer Crisis» (из "Reality 2.0")                                          | 1:18         |
| 15.                 | «Useful to Boot» (из "Reality 2.0")                                           | 2:35         |
| 16.                 | «Sybil's 2.0» (из "Reality 2.0")                                              | 3:03         |
| 17.                 | «City Streets 2.0» (из "Reality 2.0")                                         | 3:06         |
| 18.                 | «Bosco's 2.0» (из "Reality 2.0")                                              | 2:03         |
| 19.                 | «Lefty's 2.0» (из "Reality 2.0")                                              | 1:12         |
| 20.                 | «Jimmy 2.0» (из "Reality 2.0")                                                | 0:30         |
| 21.                 | «The Office 2.0» (из "Reality 2.0")                                           | 1:39         |
| 22.                 | «Combat Begin!!» (из "Reality 2.0")                                           | 0:57         |
| 23.                 | «Crusin' 2.0» (из "Reality 2.0")                                              | 1:31         |
| 24.                 | «Cookin' the Books» (из "Reality 2.0")                                        | 0:24         |
| 25.                 | «404» (из "Reality 2.0")                                                      | 1:01         |
| 26.                 | «Item Get» (из "Reality 2.0")                                                 | 0:04         |
| 27.                 | «Roy G. Biv» (из "Reality 2.0")                                               | 1:22         |
| 28.                 | «Moonscape» (из "Bright Side of the Moon")                                    | 5:28         |
| 29.                 | «Prismatology Retreat» (из "Bright Side of the Moon")                         | 5:02         |
| 30.                 | «Hugh's Inner Sanctum» (из "Bright Side of the Moon")                         | 4:01         |
| 31.                 | «World of Max» (из "Bright Side of the Moon")                                 | 4:32         |
| 32.                 | «Good for You (Good for Me) Instrumental reprise» (из "Abe Lincoln Must Die") | 1:30         |
| Общая длительность: | Общая длительность:                                                           | 1:13:36      |

## Озвучивание
| Роль                  | Оригинальная озвучка                        | Русская озвучка                                    |
| --------------------- | ------------------------------------------- | -------------------------------------------------- |
| Сэм                   | David Nowlin                                | Вячеслав Баранов                                   |
| Макс                  | Andrew Chaikin (1 эпизод) William Kasten    | Комлев Александр                                   |
| Боско                 | Joey Camen (Оригинал) Ogie Banks (Ремастер) | Олег Гуценко                                       |
| Сибил                 | Amy Provenzano                              | Марина Тарасова                                    |
| Хью Дар               | David Boyll                                 | Андрей Данилюк                                     |
| Авраам Линкольн       | Roger L. Jackson                            | Всеволод Кузнецов                                  |
| Джимми Два-Зуба       | Joey Camen                                  | Константин Карасик                                 |
| Майра/Фрау Брандмауэр | Dorothy Gallagher                           | Елена Кищик                                        |
| Брэди Культура        | Brian Sommer                                | Константин Карасик                                 |
| Голос за кадром       | Doug Boyd                                   | Дмитрий Филимонов                                  |
| Знайка                | Doug Boyd                                   | Денис Некрасов                                     |
| Лейка                 | Michael Barrett                             | Никита Прозоровский                                |
| Глазейка              | Peter Barto                                 | Всеволод Кузнецов                                  |
| Режиссёр              | Dianne Nola                                 | Ивасишина                                          |
| Файло Грошцена        | David Boyll                                 | Всеволод Кузнецов                                  |
| Дон Медвежонни        | Tim Talbot                                  | Всеволод Кузнецов                                  |
| Леонард Змеехвост     | Carter Coleman                              | Денис Некрасов                                     |
| Жучок                 | Theodore Dudebrough                         | Дмитрий Филимонов                                  |
| Агент Штрафной        | Peter Barto                                 | Денис Некрасов (4 эпизод) Олег Щербинин (6 эпизод) |
| Гипномишка            | Rudy Muldoon                                | Андрей Данилюк                                     |
| КОПы                  | Jared Emerson-Johnson                       | Олег Щербинин                                      |
| Папа-мишка            | Tim Talbot                                  | Всеволод Кузнецов                                  |
| Гарри-крот            | Tim Talbot                                  | Никита Прозоровский                                |
| Интернет              | Marjan Mohsenin                             | -                                                  |

## Отзывы и продажи
| Сводный рейтинг | Сводный рейтинг | Сводный рейтинг | Сводный рейтинг |
| Издание         | Оценка          | Оценка          | Оценка          |
| Издание         | PC              | Wii             | Xbox 360        |
| --------------- | --------------- | --------------- | --------------- |
| GameRankings    | 88,06 %         | 75,17 %         | 78,60 %         |
| Metacritic      | N/A             | 74%             | 74%             |

| Игра                                | GameRankings | Metacritic |
| ----------------------------------- | ------------ | ---------- |
| Culture Shock                       | 81,17 %      | 81%        |
| Situation: Comedy                   | 79,20 %      | 79%        |
| The Mole, the Mob, and the Meatball | 73,54 %      | 74%        |
| Abe Lincoln Must Die!               | 80,64 %      | 80%        |
| Reality 2.0                         | 82,36 %      | 82%        |
| Bright Side of the Moon             | 80,52 %      | 79%        |

| Сводный рейтинг | Сводный рейтинг |
| Агрегатор       | Оценка          |
| --------------- | --------------- |
| Metacritic      | 82%             |

Sam & Max Save the World получила положительную реакцию от критиков. Совокупные оценки рецензий на GameRankings и Metacritic оценивают пятый эпизод, Reality 2.0, как лучший эпизод, в то время как третий, The Mole, the Mob, and the Meatball, получил самые низкие оценки. Весь сезон имеет 88 % на GameRankings. В дополнение на Editor Choice Awards, игра была удостоена наград за лучшую приключенческую игру 2006 года. Поскольку Telltale Games удалось выпустить стабильный потоковый контент с небольшими временными промежутками, журналисты в индустрии видеоигр считали Sam & Max Save the World первым успешным проектом в эпизодическом распространении, сравнивая их с неудачными попытками реализации той же модели распространения Valve в серии Half-Life, Ritual Entertainment в SiN Episodes и Telltale в Bone.
Дебютный эпизод, «Культурный Шок», получил в основном оптимистичный отклик критиков. Считалось, что эпизод будет адекватно следовать за Sam & Max Hit the Road 1993 года с введением нового 3D-движка и геймплеем, который был положительно принят. Критика «Культурного Шока» была адресована к сценарию; в то время как юмор был высоко оценён, сюжет рассматривался как «тонкое оправдание для шуток», а основного антагониста эпизода Стив Баттс из IGN описал как «слегка разочарующего». Второй эпизод, «Ситуация: Комедийная», как считалось, представил лучшего антагониста, чем «Культурный шок», критики похвалили за головоломки, хорошо связанными с историей, но придрались к простоте головоломок, и выразили разочарование повторным использованием реплик из первого эпизода. Следующий эпизод, «Крот, бутерброд и вся банда», был эпизодом с самым низким рейтингом среди рецензентов. Хотя эпизод хвалили за диалоги и юмор, он был раскритикован за его лёгкие головоломки и короткую длину игры.
Четвёртый эпизод, «Смерть Аврааму Линкольну!», был признан критиками одним из лучших эпизодов сезона. Они похвалили политическую сатиру эпизода. Головоломки считались более сложными и удовлетворительными для решения. Но некоторые, однако, чувствовали, что эпизод страдает от постоянного перемещения между локациями и от повторного использования старых персонажей и локаций. «Реальность 2.0», пятый эпизод был признан лучшим. Головоломки игры были куда продуманнее, чем в эпизоде «Смерть Аврааму Линкольну!», с достойной данью текстовым приключенческим играм ближе к концу. Однако сценарий считался уступающим предыдущему эпизоду. Финал сезона «Светлая сторона Луны» получил более сдержанный отклик, чем два предыдущих эпизода, с критикой, направленной на продолжительность игры и глубину взаимодействия персонажей. Тем не менее, рецензенты посчитали, что эпизод имеет продуманный дизайн головоломок и что это респектабельный конец «сериала».
Критики дали положительные отзывы в отношении общей механики геймплея, хотя с небольшими оговорками. Несколько обзоров высоко оценили простоту интерфейса игры. Андре Томас из GamePlasma описал обучение игры как «невероятно простой», а механику геймплея как логическое продолжение приключенческих игр 1990-х годов, в то время как рецензент GamingTrend Рон Бёрк похвалил «интуитивно понятную» систему point-and-click. Марк Смит из Game Chronicles, однако, заявил, что оптимизированная механика устранила «большую часть исследований, которые мы обычно ассоциируем с играми подобного жанра». Некоторые обзорщики критиковали дизайн головоломок; По словам Смита, игра «безусловно, весьма увлекательна для детей и подростков младшего возраста», но взрослая аудитория «найдёт эти игры слишком лёгкими». Эван Диккенс из Adventure Gamers чувствовал, что головоломки требуют «немного пораскинуть мозгами, но не требует вдумчивого прохождения», полагая, что низкая сложность была задумана Telltale, чтобы позволить игрокам «продолжить историю с минимальным разочарованием». Тим Хендерсон из Hyper хвалит игру за то, что она «крайне увлекательна (и) почти такая же смешная, как оригинал», но критикует её за эпизодическое распространение, называя его «испытывающим терпения игроков».
Что касается истории и сценариев, критики считали, что общий сюжет был неэффективным. Эл Джоветти из JustAdventure чувствовал, что сюжет сыроват, в то время как Бёрк считал эпизодическое распространение вредным для поддержания сюжетного удержания между эпизодами, с которым Диккенс согласился. Несмотря на это, некоторые рецензенты считали, что отдельные истории эпизодов, а также представление и развитие персонажей были хорошими. Рецензенты считали написание каждого эпизода одной из лучших особенностей игры; они также высоко оценили уровень юмора в игре, хотя Диккенс чувствовал, что только в четвёртом эпизоде сценарий должным образом утвердился. Кроме того, они направили некоторый скептицизм на повторное использование локаций и персонажей, при этом мнения критиков разделились о степени успеха в этом отношении. Между британскими и американскими рецензентами возник спор по поводу сюжета и сеттинга, примером которого является PC Gamer; Несмотря на положительное отношение к первому и четвёртому эпизодам, британское издание журнала посчитало, что это повторение было серьезным провалом Save the World, и что сценарий не работал хорошо. Американское издание напротив высоко оценило каждый эпизод, заявив, что качество сериала было «отличным».
Критики высоко оценили графику и художественное направление Sam & Max Save the World; Диккенс прокомментировал, что «мультяшная, абсурдная природа персонажей Стива Пёрселла прекрасно вписалась в восторженно красочный мир, в который погружается игрок», в то время как рецензент GameZone Анис Холлингсхед похвалила Telltale за успешное обновление графики персонажей «без потери их мультяшной привлекательности». Кристен Рид из Eurogamer считала, что графика отражает «большую степень заботы и внимания ко всему, от локаций до стандарта моделирования персонажей и анимации». Они также похвалили игру за её звучание — озвучку и музыку. В обзоре для The Entertainment Depot Тим Макгоуэн похвалил саундтрек Эмерсона-Джонсона как «довольно отличный и слушаемый отдельно от игры», а Алекс Ван Зелфдендайт из IGN описал его как «глоток свежего воздуха». Озвучка Ноулина и Кастена также получила положительный отклик.
Версия игры для Wii получила более сдержанный взгляд критиков, чем версия для ПК; GameRankings и Metacritic дали совокупные оценки обзоров 75 процентов и 74 процента соответственно. Хорошо это или плохо, но рецензенты посчитали, что игра не сильно изменилась по сравнению с версией для ПК с точки зрения геймплея, сюжета или общего содержания. В то время как Sam & Max считался «идеальным, естественно мультяшным вариантом для Wii», критики отметили ряд технических проблем с выпуском. Несколько критиков сослались на незначительные проблемы с использованием Wii Remote для головоломок, требующих точности; периодически обрывались линии диалога и падала частота кадров.

## Remastered
Sam & Max Save the World Remastered был разработан Skunkape Games, студией, основанной соучредителем Telltale Дэном Коннорсом и состоящей из членов оригинальной команды разработчиковː Джейка Родкина, Джонатана Сгро и Рэнди Тюдора; Студия названа в честь генерала Скунзил-Лы, главного антагониста из Sam & Max: The Devil’s Playhouse. После закрытия Telltale Games в 2018 году Skunkape приобрела права на Sam & Max, получив исходные активы и код игры. Хотя изначально команда планировала просто обновить код игры для улучшения совместимости с более новыми ПК, возраст исходного материала оказался трудным для работы, что привело к решению вместо этого полностью переработать Save the World. Команда проконсультировалась с Пёрселлом по поводу ремастера, который одобрил его создание и предоставил дополнительные иллюстрации. Несколько членов первоначальной команды разработчиков за пределами Skunkape также внесли свой вклад в работу над ремастером, в том числе в поиске исходных ресурсов, которые нельзя было получить из архивов Telltale. Обновлённая версия работает на самой последней версии Telltale Tool и включает новые модели персонажей и освещение, поддержку геймпада, новую музыку оригинального композитора Джареда Эмерсона-Джонсона и поддержку широкоформатных мониторов. Другие внесённые изменения включают обновлённую режиссуру кат-сцен и перезаписанные диалоги для Боско с заменой предыдущего актёра Джоуи Камена. В ремастер, помимо существующих локализаций, включая русской, были добавлены чешский и венгерский. Оригинальные эпизоды Save The World были позже выпущены в качестве бесплатного загружаемого контента для Steam-версии Remastered в феврале 2021 года. Вслед за Save The World Skunkape начал работу над ремастерами других игр Telltale по Сэму и Максуː Beyond Time and Space и The Devil’s Playhouse.